# Han Dong (homme politique)
Pour les articles homonymes, voir Han Dong et Dong.
Han Peng Dong (chinois traditionnel: 董晗鵬, Pinyin: Dǒng Hánpéng) (né c. 1977) est un homme d'affaires et homme politique canadien de l'Ontario. Il est député fédéral libéral de la circonscription ontarienne de Don Valley-Nord de 2019 jusqu'en 2025.
Il est aussi député provincial libéral de la circonscription ontarienne de Trinity—Spadina de 2014 à 2018.
Le 22 mars 2023, il quitte le caucus libéral à la suite d'allégations d’ingérence chinoise dans lesquelles il serait impliqué.

## Biographie
Né à Shanghai en Chine, Dong s'installe dans le quartier de Parkdale de Toronto avec sa famille alors qu'il y a treize ans. Il travaille comme directeur marketing de Chianti Foods et pour l'organisme sans but lucratif Canada Shanghai Business Association. Entrant en politique, il travaille à Queen's Park en tant qu'agent de liaison pour le ministre Gerry Phillips (en) et comme conseiller senior de Michael Coteau ministre de la Citoyenne  et de l'Immigration.

## Politique

### Provincial
Élu en 2014, il est défait dans la nouvelle circonscription de Spadina—Fort York en 2018,,.
Il occupe à différents moments les postes d'assistant parlementaire du ministre de la Formation, des Collèges et des Universités, d'assistant parlementaire du ministre de l'Énergie, d'assistant parlementaire du ministre de l'Éducation et d'assistant parlementaire du ministre responsable de la Stratégie de réduction de la pauvreté.
En février 2016, il introduit un projet de loi privé afin de réguler l'inspection immobilière dans la province. En mars 2017, il dépose et réussit à faire voter un autre projet de loi privé afin d'établir des limites de temps sur la réparation d'ascenseur en milieu résidentiel,.

### Municipal
Dong s'inscrit comme candidat pour représenter le Ward 20 dans le conseil municipal de Toronto. Après que le nombre de districts soit passé de 47 à 25, il ne reconfirme pas sa candidature.

### Fédéral
Han Dong est élu député à la Chambre des communes du Canada lors des élections fédérales canadiennes du 21 octobre 2019. IL est réélu en 2021.
Le 22 mars 2023, il quitte le caucus libéral à la suite d'allégations d’ingérence chinoise (en) dans lesquelles il serait impliqué.